# Atténuation du changement climatique en France
L'atténuation du changement climatique en France regroupe les actions visant à atténuer l'ampleur du réchauffement climatique en France par la réduction des émissions de gaz à effet de serre ou la capture et séquestration du dioxyde de carbone de l'atmosphère.
La stratégie nationale bas carbone (SNBC) est l'outil de pilotage pour animer et suivre la politique de décarbonation de l'économie française et de transformation de son modèle énergétique. Initiée en 2015 (SNBC-1) avec un objectif de diminution de 2,2 % par an en moyenne sur la période 2015-2018, qui s'évère n'être que de 1 % par an en moyenne, elle est révisée en 2020 (SNBC-2). Mais au terme de cette nouvelle période (2019-2022) la France connaît un retard dans sa trajectoire de réduction d’émissions, dont le rattrapage impliquera une accélération du rythme de baisse des émissions par rapport aux projections initiales : le rythme annuel de réduction doit ainsi doubler pour atteindre - 4,7 % par an en moyenne entre 2022 et 2030. La nouvelle stratégie (SNBC-3) attendue en 2023 doit tenir compte de ce constat. Cette stratégie fixe des budgets carbone et définit des indicateurs de suivi mais ne constitue aucunement un plan d’actions. 
L'action de l'État est explicitée dans le Plan climat, créé en 2017 et complété en 2019 et 2021, dans la programmation pluriannuelle de l'énergie, créée en 2016 et actualisée en 2019, le plan national de sobriété énergétique (2022 puis 2023). Elle est appuyée avec des financements spécifiques (France 2030 (2021), fonds vert (2022)). L'action des collectivités est encadrée par les SRADETT au niveau régional et les PCAET au niveau intercommunal. L'action des entreprises fait quant à elle l'objet de feuilles de routes contractualisées.
La décarbonation des différents secteurs émettant des gaz à effet de serre (industrie, transports, déchets, bâtiments résidentiels et agriculture) fait l'objet depuis 2023 de feuilles de route.

## Émission de gaz à effets de serre

### Évolution globale depuis 1900
Dans le cadre de la mission qui lui est confiée par le  Ministère de la Transition écologique et solidaire, le CITEPA assure la réalisation des inventaires nationaux d'émissions de polluants atmosphériques et de gaz à effet de serre conformément aux engagements internationaux de la France, notamment vis-à-vis de l'Union européenne (UE) et des Nations unies (CEE-NU). Il produit en particulier annuellement un rapport présentant l’évolution des GES en France depuis 1990. Par ailleurs les travaux du Global Carbon Project ont permis de compléter ces données pour la période antérieure à 1990, jusqu’à 1800 environ.
En 1800, les émissions sont estimées à environ 2 Mt CO2e/an. Elles augmentent jusqu’à environ 20 Mt CO2e/an en 1850 pour ensuite atteindre rapidement 100 Mt à la fin du XIXe siècle. Entre 1900 et 1950, si l’on omet les deux guerres mondiales, la hausse des émissions reste modérée, passant d’environ 100 Mt CO2e/an à environ 200 Mt CO2e/an. Des années 1950 jusqu’aux années 1970, une hausse beaucoup plus rapide a eu lieu, passant de 200 Mt CO2e/an à plus de 500 Mt CO2e/an. Le pic est atteint en 1973 avec 539 Mt CO2e/an, en lien avec le premier choc pétrolier. Il est suivi par une période de rebond jusqu'au deuxième choc pétrolier de 1979 (539 Mt CO2e/an). Dans les années 1980, les émissions baissent rapidement (-3 % par an), principalement par des réductions d’émissions dans le secteur Energie (mise en place du parc nucléaire) et Industrie (économies d'énergie, réglementations), malgré des émissions des transports et de l'agriculture à la hausse. Dans les années 1990 et le début des années 2000, les émissions des secteurs de l’énergie, de l’industrie et du résidentiel-tertiaire étant plutôt stables, et les émissions du transport et de l’agriculture à la hausse, les émissions totales connaissent une légère hausse (+1 % par an dans les années 1990), jusqu’à atteindre, en 2005, un niveau similaire à 1991 (425 Mt CO2e en métropole et outre-mer UE). Depuis 2005, les émissions ont alterné entre des périodes de baisse rapide (-3 % par an de 2006 à 2009, -6 % en 2011, -9 % en 2014, -4 % en 2018) et des périodes de lente hausse (+2 % en 2010, +1 % en 2012-2013 et en 2015-2017).

Évolution des gaz à effet de serre en France métropolitaine depuis 1900.

### Évolution 1990-2022 par secteur
Depuis 1998, les transports constituent le premier poste contributeur aux émissions nationales de GES. En 2021, les émissions des transports s’élèvent à 127,6 Mt CO2 éq, soit 31 % du total national (32 % estimés en 2022). 
En 2020, la combinaison de la crise du Covid-19 et d’un hiver peu rigoureux contribuent à une très forte réduction des émissions de GES, -9,0% par rapport à 2019 au total tous secteurs confondus, et -15,5% pour les transports, ce secteur contribuant ainsi à plus de la moitié de la baisse totale. Les secteurs de la production d’énergie et des bâtiments, favorisés par les températures clémentes, avaient vu leurs émissions baisser de respectivement 10,8 % et 6,2 %. Ainsi, au total, en 2020, le niveau d’émissions en France atteint 392,3 Mt CO2e, hors puits de carbone.
En 2021, la France (Métropole et Outre-mer inclus dans l'UE) a émis 414,8 Mt CO2e, hors puits de carbone, ce qui reste inférieur au niveau d’avant crise sanitaire (431,1 Mt CO2e en 2019), mais supérieur à 2020 (392,3 Mt CO2e) dont le faible niveau était lié à la crise sanitaire mondiale de la Covid-19. Ce rebond est particulièrement marqué pour les transports (+12,4 %) et pour l’industrie (+8,2 %). Entre 1990 et 2021, les émissions annuelles de gaz à effet de serre en France (Métropole et Outre-mer inclus dans l’UE ; hors secteur UTCATF) sont passées de 544 Mt CO2e en 1990 à 415 Mt CO2e en 2021, soit une baisse de 24 %.
En 2022, d’après les pré-estimations, les émissions de GES ont repris leur trajectoire à la baisse (-2,7%) après le rebond observé en 2021. Néanmoins, cette tendance globale résulte d’évolutions variables selon les secteurs. Le niveau pré-estimé sur l’année 2022, hors puits de carbone, s’élève à 403,8 Mt CO2e. Cette baisse est surtout imputable au secteur des bâtiments (-14,7%) avec une baisse de consommation de fossiles pour le chauffage ; mais aussi au secteur de l’industrie manufacturière (-6,4%). Les émissions de l’industrie de l’énergie ont en revanche augmenté en 2022 (+4,9%) dans un contexte d’indisponibilité de centrales nucléaires et de crise énergétique ; de même que les émissions du transport (+2,3%) qui poursuivent leur rebond.

Évolution par secteur des gaz à effet de serre en France entre 1990 et 2022.

| Secteur     | 2015  | 2016  | 2017  | 2018  | 2019  | 2020  | 2021  | 2022  |
| ----------- | ----- | ----- | ----- | ----- | ----- | ----- | ----- | ----- |
| Agriculture | 83,1  | 81,7  | 81,3  | 80,4  | 78,6  | 78,2  | 76,5  | 76,5  |
| Transports  | 137,9 | 138,1 | 138,3 | 135,3 | 134,4 | 113,5 | 127,6 | 130,5 |
| Bâtiments   | 84,8  | 84,8  | 84,1  | 79    | 76    | 71,3  | 75,1  | 64    |
| Energie     | 50    | 53,5  | 57,3  | 48    | 46,2  | 41,3  | 42,5  | 44,6  |
| Industrie   | 83,7  | 83,2  | 82,9  | 82,8  | 79,8  | 72    | 78    | 73    |
| Déchets     | 15    | 15    | 15,1  | 14,8  | 16    | 15,9  | 15,2  | 15,2  |
| Total       | 454,5 | 456,4 | 458,9 | 440,4 | 431,1 | 392,3 | 414,8 | 403,8 |

## Stratégie nationale bas carbone
Les objectifs de réduction des émissions de gaz à effet de serre (atténuation) sont définis dans la stratégie nationale bas carbone qui fait l’objet d’une révision tous les cinq ans. Celle-ci définit un scénario de référence indicatif à moyen et long terme global et par grands secteurs d’activité, compatible avec les engagements européens et internationaux de la France. Elle fixe des budgets carbone et définit des indicateurs de suivi mais ne constitue aucunement un plan d’actions.

### SNBC-1 (2015)
| SNBC 1 Hors UTCAF | Budget carbone (en Mt de CO2eq par an) |
| ----------------- | -------------------------------------- |
| 2015-2018         | 442                                    |
| 2019-2023         | 399                                    |
| 2024-2028         | 358                                    |

Les objectifs de la première stratégie nationale bas carbone (SNBC) sont d'atteindre la neutralité carbone, c’est-à-dire zéro émissions nettes, à l’horizon 2050 (objectif introduit par le plan climat de juillet 2017 et inscrit dans la loi), et réduire l’empreinte carbone des Français, avec un objectif intermédiaire défini par la LTECV de réduction de 40 %, par rapport à 1990, à l’horizon 2030, conformément aux objectifs européens définis dans la « cadre sur le climat et l’énergie à l’horizon 2030 » de 2014. La stratégie et les budgets carbone sont juridiquement opposables pour le secteur public, principalement par un lien de prise en compte,.
Les trois premiers budgets carbone sont adoptés par décret en 2015 en même temps que la première stratégie nationale bas carbone. Le bilan provisoire du solde du premier budget carbone 2015-2018 indique un dépassement estimé à 65 Mt CO2eq sur l’ensemble de la période, soit un dépassement annuel moyen d’environ 16 Mt CO2eq par an. Les émissions de GES n’ont décru que de 1 % par an en moyenne entre 2015 et 2018, alors que le scénario SNBC 2015 projetait une diminution de 2,2% par an en moyenne sur cette période, ceci serait principalement dû au faible prix des énergies.

### SNBC-2 (2020)
| SNBC 2 Hors UTCAF | Budget carbone |
| ----------------- | -------------- |
| 2019-2023         | 422            |
| 2024-2028         | 359            |
| 2029-2033         | 300            |

La SNBC est révisée en mars 2020 sous la dénomination SNBC-2, pour tenir compte du rehaussement de l’ambition via un objectif de neutralité carbone à l’horizon 2050 énoncé par le Plan climat de juillet 2017. À celui-ci s’ajoutent les principaux objectifs de la LTECV, déjà intégrés dans la précédente SNBC, qu’ils soient transversaux, comme l’objectif de réduction de 50 % de la consommation d’énergie finale en 2050 par rapport à la référence de 2012, ou sectoriels. Les budgets carbone des périodes 2019-2023, 2024-2028 et 2029-2033 sont fixés dans le décret du 21 avril 2020 respectivement à 422, 359 et 300 Mt de CO2eq par an, hors émissions et absorptions associées à l'usage des terres et à la foresterie. Le secteur UTCATF (Utilisation des terres, changement d'affectation des terres et foresterie) est quant à lui estimé pour ces mêmes périodes à -39, -38 et -42 Mt de CO2eq, ce qui porte les budgets carbone tous secteurs confondus à respectivement 383, 320 et 258 Mt de CO2eq par an.
La moyenne des émissions pré-estimées par le CITEPA en mars 2023 sur la période 2019-2022 s’élève à 413 Mt CO2, sous-réserve de la consolidation des estimations. La tendance indique donc un probable respect de ce budget carbone, sous-réserve de la valeur de 2023. Ce recul est toutefois lié à des facteurs conjoncturels, notamment un hiver très doux et des prix élevés de l’énergie. Malgré ces résultats encourageants, le Haut-Conseil pour le climat note que la France connaît un retard dans sa trajectoire de réduction d’émissions, dont le rattrapage impliquera une accélération du rythme de baisse des émissions par rapport aux projections initiales: le rythme annuel de réduction doit ainsi doubler pour atteindre - 4,7 % par an en moyenne entre 2022 et 2030.

Budgets carbone 2019-2023, 2024-2028 et 2029-2033 par secteur, tels qu'ils sont définis dans la Stratégie nationale bas carbone révisée en 2020 (SNBC 2).
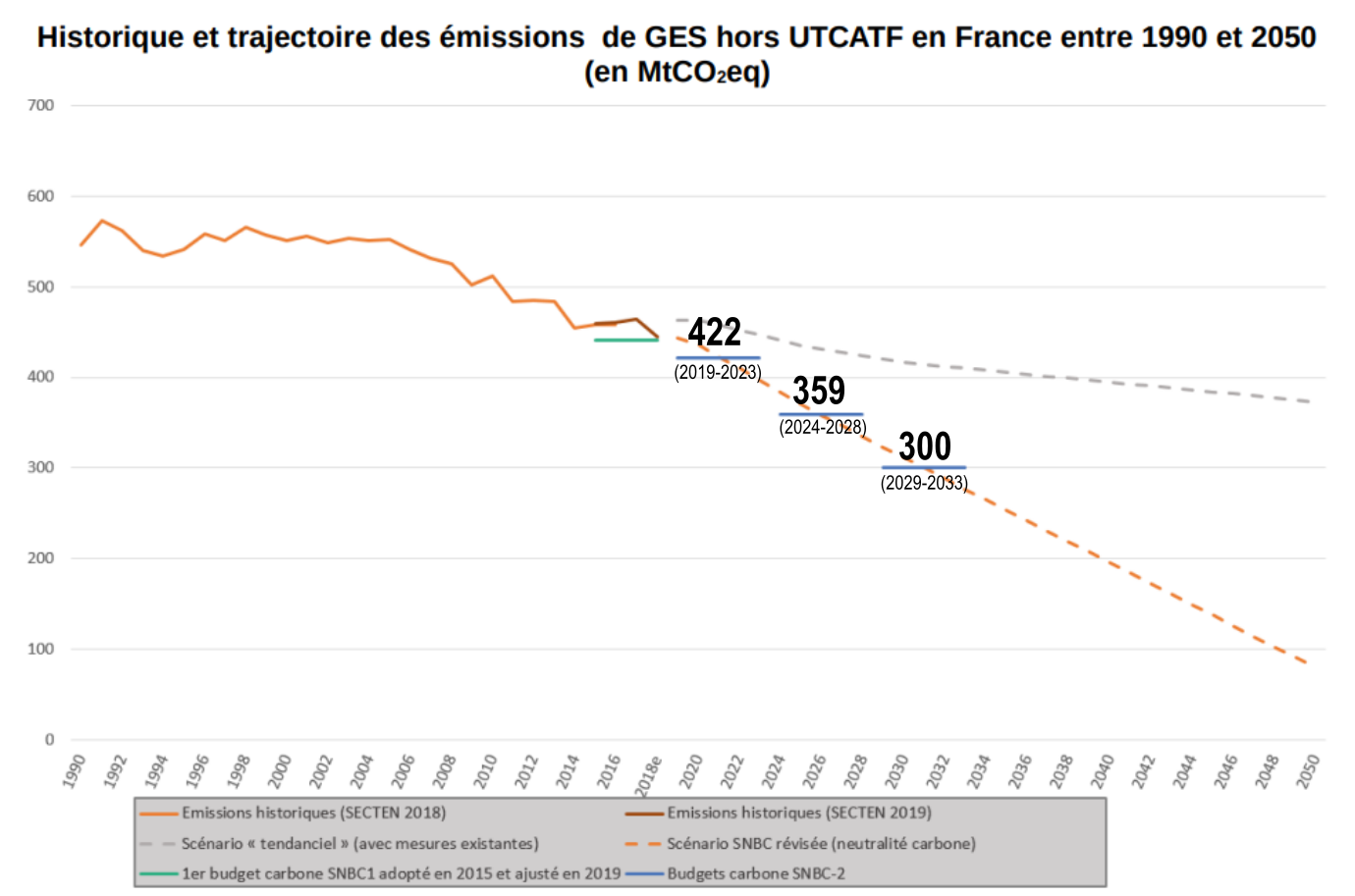
Historique et trajectoire des émissions de GES hors UTCATF en France entre 1990 et 2050, avec budgets carbones (SNBC2).

### SNBC-3 (2023)
Les premiers jalons de la nouvelle trajectoire de décarbonation à l'horizon 2030 pour que la France s'aligne avec le nouvel objectif de réduction des émissions de GES de l’UE, fixé par la « loi européenne sur le climat » sont posés lors d’une réunion exceptionnelle du Conseil national de la transition écologique (CNTE) qui se tient le 22 mai 2023. Le nouvel objectif national provisoire proposé pour la France est de ramener les émissions totales de GES (France métropolitaine et Outre-mer) à 270 Mt CO2e en 2030, ce qui équivaut à une réduction de 50 % par rapport à 1990 (539 Mt CO2e). Selon le gouvernement, la moitié des mesures présentées dans ce plan sont d'ores et déjà engagées, au travers notamment de la loi d’accélération sur les énergies renouvelables, du plan de relance, de France 2030. Les ONG présentes dans le CNTE regrettent toutefois le manque d’annonces concrètes, tout en se félicitant de la présence de la cheffe du gouvernement et de nombreux ministres à la réunion de cette instance qui se veut la matrice du dialogue environnemental.

## Planification et actions de l'État
Les plans et mesures relèvent de décisions législatives ou réglementaires pour ce qui est des actions prescriptives de l’Etat et de dispositifs contractuels (feuilles de route) pour les actions à l’initiative de collectivités, d’entreprises ou de particuliers. Les principaux plans sont les suivants : le plan climat (2017), la programmation pluriannuelle de l'énergie (PPE), le plan de sobriété énergétique (2022).

### Plan climat
Présenté le 6 juillet 2017 par Nicolas Hulot, alors ministre de la transition écologique et solidaire, le plan climat a pour objectif d’accélérer la mise en œuvre de l'accord de Paris. Il comporte six thématiques déclinées en 23 axes. La politique de lutte contre le réchauffement climatique énoncée par le Plan climat vise à réduire la consommation énergétique et les émissions de gaz carbonique (CO2) dans les secteurs les plus énergivores. Il institue des mécanismes d'aide financière pour encourager et accompagner les particuliers et les petites et moyennes entreprises (PME) dans cet effort. Le plan ne comporte pas d'annonces très nouvelles ni très concrètes, mais constitue plutôt une feuille de route générale et la confirmation de grandes orientations déjà énoncées. Il revoit par contre à la hausse différents engagements, comme en ce qui concerne la taxe carbone, la rénovation énergétique des bâtiments ou la fin des centrales à charbon en 2022, et en propose de nouveaux comme la définition d’une stratégie nationale visant à mettre fin à l'importation de produits forestiers ou agricoles contribuant à la déforestation.
Il est complété en 2019 par la loi d'orientation des mobilités du 24 décembre 2019, dite LOM, qui vise à réformer en profondeur le cadre général des politiques publiques de mobilités en France pour améliorer concrètement la mobilité au quotidien, de tous les citoyens et dans tous les territoires, grâce à des solutions de transports plus efficaces, moins émetteurs et plus accessibles. Les mesures prévues par la LOM s'organisent autour de trois axes : investissements dans les transports du quotidien, encouragement du déploiement de nouvelles solutions de déplacement et transition vers une mobilité propre,.
La loi climat et résilience, du 22 août 2021, complète le plan climat. Elle est issue de la Convention citoyenne pour le climat, qui avait réuni 150 citoyens tirés au sort et chargés de définir une série de mesures susceptibles de réduire d’au moins 40 % les émissions de gaz à effet de serre (GES) d’ici 2030 par rapport à 1990, dans un esprit de justice sociale. 146 propositions sont retenues sur les 149 figurant dans la synthèse de la Convention. Elles se regroupent en cinq thématiques : consommer, produire et travailler, se déplacer, se loger, se nourrir.

### Programmation pluriannuelle de l’énergie
La programmation pluriannuelle de l’énergie (PPE) contribue à la baisse des émissions de gaz à effet de serre par ses mesures de réduction des consommations d’énergie, priorisées sur les énergies au plus fort taux de carbone, et par la substitution des énergies fossiles par des énergies renouvelables. A ce titre elle doit être compatible avec les objectifs de avec la stratégie bas-carbone (SNBC), notamment pour le secteur de l’énergie. Les autres volets de la PPE (la sécurité d’approvisionnement, le développement équilibré des réseaux, du stockage et de la transformation des énergies et du pilotage de la demande d’énergie, la préservation du pouvoir d’achat des consommateurs et de la compétitivité des prix de l’énergie et l’évaluation des besoins de compétences professionnelles) ne relèvent pas directement de l'atténuation.

#### Première PPE 2016-2018
La première PPE concernant le territoire métropolitain continental est encadrée par la loi du 17 août 2015. La PPE pour la Corse est approuvée par décret en décembre 2015. Les PPE pour la Guyane, la Guadeloupe, Mayotte sont approuvées en 2017.
Les objectifs de la première PPE (2016) sont :
- réduire la consommation d’énergie (-12 % en 2023), en particulier d'énergies fossiles (-22 % en 2023), « au bénéfice du pouvoir d’achat des ménages, de la compétitivité des entreprises, et de l’indépendance énergétique de la France » ;
- augmenter (de plus de 70 %) la capacité d’énergies renouvelables électriques et augmenter de 50 % la production de chaleur renouvelable ;
- développer la mobilité propre via le déploiement des modes actifs, collectifs et partagés, et en remplaçant les carburants fossiles par l'électricité et le gaz naturel véhicule ;
- réduire la part du nucléaire, en développant les énergies renouvelables ;
- évoluer vers un système énergétique plus flexible et résilient « grâce à des orientations permettant de développer le stockage, de promouvoir l’autoconsommation ou bien encore de déployer les réseaux de chaleur ».

#### Deuxième PPE 2019-2023
La deuxième PPE 2019-2023 est publié le 25 janvier 2019. Elle doit réduire la consommation finale d'énergie de 14 % en 2028 par rapport à 2012 pour tendre vers la neutralité carbone en 2050, en s'appuyant notamment sur la rénovation énergétique et le développement des véhicules « zéro émission ». Un calendrier d'appels d'offres sur les énergies renouvelables avec un objectif de 40 % du mix en 2030 est défini et prévoit 14 fermetures de réacteurs d'ici 2035 pour réduire la part du nucléaire à 50 % de la production d'électricité, mais les fermetures d'ici 2028 sont conditionnées au respect du critère de sécurité d'approvisionnement et à des critères sur l'évolution du marché européen. Une loi sur l'énergie devra ratifier cette date de 2035.

### Plan national de sobriété énergétique

#### Plan 1 (2022)
Le plan national de sobriété énergétique est présenté par la Première Ministre le 6 octobre 2022, dans le contexte de la crise énergétique engendrée par l'invasion de l'Ukraine par la Russie qui a conduit notamment à une réduction progressive des exportations de gaz depuis la Russie vers l’Europe de l’Ouest (dont la France), ainsi qu’à de fortes hausses des prix de l’énergie. Le plan s’inscrit aussi dans le contexte énergétique inédit au niveau national : l’indisponibilité d’un nombre important des 56 réacteurs nucléaires (27 au moment de la présentation du plan, soit près de la moitié), mais aussi l’indisponibilité d’une partie du parc hydraulique du fait de la sécheresse. L'objectif de ce plan est de réduire la consommation d’énergie (toutes énergies confondues) de 10 % entre 2019 et 2024 et de 40 % entre 2019 et 2050. Ce plan s'appuie sur quatre piliers : la sobriété énergétique (consommer moins), l’efficacité énergétique (consommer autrement), l’accélération du développement des énergies renouvelables et la relance de la filière nucléaire française.

#### Plan 2 (2023)
Le plan 2 de sobriété énergétique est lancé par la Ministre de la Transition énergétique le 20 février 2023. Cette mise à jour vise à mettre en conformité la baisse de la consommation d'énergie de la France avec ses objectifs climat-énergie fixés aux niveaux national, européen et international. Dans ce cadre, 14 nouvelles mesures phares sont présentées le 20 juin 2023, avec un focus particulier sur les mesures de sobriété d’été, liées au carburant et au numérique. Une première campagne de communication avait été lancée en octobre 2022 autour de gestes simples et efficaces : « Je baisse, j’éteins, je décale.» Elle est suivie en juin 2023 par une nouvelle campagne « Pour économiser l’énergie, on agit, on réduit », mettant en avant 5 gestes pour réduire la consommation d’énergie en été et dans la durée.

### Financements spécifiques

#### France Relance (2020)
Le plan de relance économique de la France de 2020-2022 (ou France Relance) est un programme mis en place par le gouvernement dans le but de relancer l'économie française à la suite de la crise économique liée à la pandémie de Covid-19. Doté de 100 milliards d’euros, il compte quelque 70 mesures, mêlant baisse immédiate de fiscalité pour les entreprises et investissements de long terme dans les secteurs innovants et la transition écologique. Quelque 30 milliards d’euros devraient être consacrés à la transition écologique, « afin de couvrir les domaines les plus émetteurs de gaz à effet de serre », justifie-t-on : les transports (aide à SNCF Réseau, fret ferroviaire, petites lignes de train, soutien au vélo, bonus écologique auto…), mais aussi la rénovation énergétique des bâtiments publics et des logements, l’industrie (développement de la filière hydrogène…) et l’agriculture.

#### France 2030 (2021)
Le plan France 2030 est un plan d'investissement d'avenir de 34 milliards d’euros sur 5 ans, annoncé par le président de la République Emmanuel Macron le 12 octobre 2021 à l'Élysée. Près de la moitié des financements doivent en particulier servir à décarboner l’économie. Plusieurs secteurs-clés sont ciblés. Sur la douzaine de milliards d’euros consacrés à la transition écologique, la part la plus importante, plus d’un quart, sera consacrée à la mobilité. Le secteur aéronautique, fortement émetteur de CO2, verra sa mue encouragée avec un appui à la recherche et développement pour aller vers des vols décarbonés, avec des moteurs électriques ou à hydrogène. Le secteur automobile, qui a déjà reçu un fort soutien avec 8 milliards d’euros d’aides annoncés par Emmanuel Macron en mai 2020, continuera d’être accompagné. Ce plan comporterait des aides aux sous-traitants des grands constructeurs liés à la construction de moteurs thermiques et directement concernés par les changements de modes de motorisation. Dans le secteur de l’énergie, près de 2 milliards d’euros sont fléchés pour le développement de l’hydrogène sous sa forme non polluante.

#### Fonds vert (2022)
Le fonds vert (à ne pas confondre avec le Fonds vert pour le climat, qui est un mécanisme financier de l'Organisation des Nations unies) est un fonds doté, en 2022, de 1,5 milliard d’euros de crédits déconcentrés aux préfets, destiné à financer des projets présentés par les collectivités territoriales et leurs partenaires publics ou privés dans trois domaines : performance environnementale, adaptation du territoire au changement climatique et amélioration du cadre de vie. Lors de sa présentation, Élisabeth Borne suggère d’utiliser ce fonds pour « la réhabilitation de friches pour limiter l’étalement urbain », pour rénover « énergétiquement les bâtiments publics comme (…) certaines écoles », pour ramener « de la nature dans les villes » ou encore installer « des parkings relais » à leur entrée. 14 cahiers thématiques d'accompagnement des porteurs de projets sont parallèlement publiés pour préciser les modalités d'accès aux financements.

## Planification et actions des collectivités

### SRADETT
Le schéma régional d'aménagement, de développement durable et d'égalité des territoires (SRADETT) institué par la loi NOTRe dans le contexte de la mise en place des nouvelles régions françaises (en 2016) est un schéma régional de planification qui fusionne plusieurs documents sectoriels ou schémas existants (SRADDT, PRPGD, SRI, SRCAE et SRCE). Il fixe les objectifs régionaux de moyen et long termes en lien avec plusieurs thématiques, dont notamment la lutte contre le changement climatique, pollution de l’air, et l'intermodalité et le développement des transports, relevant directement de l'atténuation.

### PCAET
Le plan climat-air-énergie territorial (PCAET) est le plan d'action opérationnel d’un territoire sur les sujets climat-air-énergie, il est obligatoire ou réalisé de manière volontaire suivant le type de collectivité. Il est en particulier obligatoire pour toute intercommunalité à fiscalité propre (EPCI) de plus de 20 000 habitants. Les objectifs en matière de consommation d’énergie, de production d’énergie renouvelable et d’émissions de GES et de polluants atmosphériques doivent être chiffrés a minima aux horizons 2026, 2030 et 2050, et déclinés par secteur/filière. Le programme d’actions décrit les actions à mettre en œuvre par la collectivité et les acteurs du territoire. Il précise les moyens à mobiliser, les publics concernés, les partenariats souhaités et les résultats attendus pour les principales actions envisagées.

### Bilan des émissions de gaz à effet de serre
Le dispositif des bilans d'émissions de gaz à effet de serre (BEGES) est introduit par la loi du 12 juillet 2010 portant engagement national pour l’environnement (ENE) et encadré par l’article L. 229-25 du code de l'environnement, puis modifié par l’article 167 de la loi n° 2015-992 du 17 août 2015 (LTEV) puis par l’article 28 de la loi n°2019-1147 du 8 novembre 2019 relative à l’énergie et au climat et par le décret du 1er juillet 2022 relatif aux bilans d’émissions de gaz à effet de serre,. Il prévoit la réalisation d’un bilan d’émissions et d’un plan d’action volontaire visant à les réduire tous les trois ou quatre ans pour, en ce qui concerne les collectivités :
- les régions, les départements, les communautés urbaines, les communautés d’agglomération et les communes ou communautés de communes de plus de 50 000 habitants ;

- les autres personnes morales de droit public employant plus de 250 personnes (hôpitaux, etc.).

L’ensemble des bilans sont publiés sur une plateforme publique administrée par l’ADEME : https://bilans-ges.ademe.fr/.

### Outils de suivi
Plusieurs articles de la loi climat et résilience rendent nécessaire la mise en place d’un outil de suivi des actions conduites par les collectivités territoriales pour mettre en œuvre la SNBC.

### Action territoriale de l’Ademe
L’État peut soutenir certaines actions territoriales sur l’énergie (actions d’économies d’énergie et développement des énergies renouvelables), par le biais de l’Ademe. Cet appui se prolonge d’un accompagnement des plans climat infra-régionaux par les régions. Leur engagement se traduit par la mise en place, en partenariat avec l’État, de politiques locales d’animation, de sensibilisation, de soutien aux actions d’économies d’énergie et de production d’énergie renouvelable. Dans ce cadre, l’Ademe finance, par des contrats d’objectifs territoriaux (COT), les territoires qui souhaitent se doter d’une ingénierie interne pour la conduite de PCAET.

## Planification et actions des entreprises

### Bilan des émissions de gaz à effet de serre
Le dispositif des bilans d’émissions de gaz à effet de serre (BEGES), encadré par l’article L. 229-25 du code de l'environnement, modifié en 2015, 2019 et 2022, prévoit la réalisation d’un bilan d’émissions et d’un plan d’action volontaire visant à les réduire tous les trois ou quatre ans pour les personnes morales de droit privé employant plus de 500 personnes en France métropolitaine et plus de 250 personnes dans les régions et départements d’outre-mer. Jusqu’en 2022 seules les émissions directes et les émissions indirectes associées à l’énergie consommée (« scopes 1 et 2 ») devaient obligatoirement être prises en compte dans les BEGES, ce qui n’était pas toujours représentatif de l’impact réel des organisations sur le climat. Le décret du 1er juillet 2022 rend obligatoire la comptabilisation et la déclaration de l’ensemble des émissions indirectes significatives, incluant ainsi les émissions dites du « scope 3 ». Cela intègre par exemple les émissions associées à l’utilisation des produits vendus par une entreprise, ou les déplacements domicile-travail des salariés. Cette évolution de la réglementation conduira les organisations à avoir une vision complète de leur empreinte climatique.

### Reporting climatique pour les entreprises
L'article 173-IV de la loi relative à la transition énergétique pour la croissance verte (2015) a renforcé dans le code de commerce les obligations de reporting concernant l’impact des entreprises sur le changement climatique. Elles doivent désormais intégrer à leur reporting extra-financier des informations sur « les conséquences sur le changement climatique de leur activité et de l’usage des biens et services qu’elles produisent ».

## Atténuation par secteur

### Décarbonation des bâtiments
Le secteur émet, en 2022, 16 % des gaz à effet de serre tous secteurs confondus. Pour atteindre la neutralité carbone en 2050, une réduction de 85 % des émissions directes du secteur résidentiel-tertiaire est nécessaire. Les mesures prises concernent la rénovation énergétique, les modes de chauffage et la sobriété énergétique. 
La loi relative à la transition énergétique pour la croissance verte (LTECV) (2015) fixe comme objectif national la rénovation thermique de 500 000 logements par an, dont la moitié occupés par des ménages aux revenus modestes. Le plan de rénovation énergétique de 2021 fait de la rénovation énergétique une priorité nationale. Des mesures normatives échelonnées dans le temps viennent appuyer l’atteinte des objectifs de rénovation, comme les DPE (Diagnostics de performance énergétique), la révision des exigences BBC (Bâtiment Basse Consommation) ou encore les audits et diagnostics énergétiques. Des dispositions sont également prises dans le domaine des chaudières et de la sobriété énergétique. Parallèlement, les acteurs de la filière se mobilisent en publiant une feuille de route en janvier 2023. 
Néanmoins l'évaluation faite par le Haut Conseil pour le climat dans son rapport de 2023 est alarmante. Malgré des progrès, les politiques de rénovation ne semblent pas avoir marqué une inflexion suffisante pour garantir l’atteinte de la trajectoire de décarbonation future du secteur.